# Oncocnemis ragani
Oncocnemis ragani là một loài bướm đêm trong họ Noctuidae.